# Laniarius leucorhynchus
El bubú sombrío (Laniarius leucorhynchus) es una especie de ave paseriforme de la familia Malaconotidae propia de África Central y Occidental.

## Distribución y hábitat
Se lo encuentra en Angola, Benín, Camerún, República Centroafricana, República del Congo, República Democrática del Congo, Costa de Marfil, Guinea Ecuatorial, Gabón, Ghana, Guinea, Guinea-Bissau, Liberia, Nigeria, Sierra Leona, Sudán del Sur, Togo, y Uganda.
Sus hábitats naturales son los bosques húmedos bajos subtropicales o tropicales y las zonas húmedas arbustivas subtropicales o tropicales.